# Phyllachora manuka
Phyllachora manuka är en svampart som beskrevs av P.R. Johnst. & P.F. Cannon 2004. Phyllachora manuka ingår i släktet Phyllachora och familjen Phyllachoraceae.   Inga underarter finns listade i Catalogue of Life.